# 伊藤佳奈恵
伊藤 佳奈恵（いとう かなえ、1975年8月23日 - ）は、日本の陸上競技選手である。北海道出身。
北海道恵庭北高等学校在校時の1993年、100mにおいて11秒62の高校記録（当時）を樹立した。この記録は2006年に髙橋萌木子に破られるまでの高校記録でもあった。
1998年（平成10年）北海道教育大学を卒業し、遠く三重県に転居し地方公務員となり、三重県の病院職員を経て、2004年（平成16年）三重大学大学院教育学研究科修了。2005年に三重県で公立中学校の教員となった。

## 記録
| 種目 | 記録   | 風速    | 場所       | 日付          |
| ---- | ------ | ------- | ---------- | ------------- |
| 100m | 11秒62 | +1.6m/s | 上海(中国) | 1993年5月13日 |

## 受賞歴
- 北海道新聞スポーツ賞（1992年（平成4年））